# Horný Lieskov
Horný Lieskov (em húngaro: Felsőmogyoród) é um município da Eslováquia, situado no distrito de Považská Bystrica, na região de Trenčín. Tem 4,9 km² de área e sua população em 2018 foi estimada em 420 habitantes.

## Demografia
| Ano:        | 1994 | 2004   | 2014   | 2024    |
| ----------- | ---- | ------ | ------ | ------- |
| Broj ljudi: | 371  | 373    | 378    | 502     |
| Razlika:    |      | +0,53% | +1,34% | +32,80% |

| Ano:               | 2023 | 2024   |
| ------------------ | ---- | ------ |
| Número de pessoas: | 487  | 502    |
| Diferença:         |      | +3,08% |